# Nguyễn Thanh Hóa
Nguyễn Thanh Hóa (sinh ngày 10 tháng 3 năm 1958 tại tỉnh Bình Định) từng là một sĩ quan cao cấp của lực lượng Công an nhân dân Việt Nam, mang quân hàm Thiếu tướng. Ông nguyên là cục trưởng Cục Cảnh sát phòng chống tội phạm sử dụng công nghệ cao C50, Bộ Công an từ khi Cục này được thành lập vào năm 2009 cho đến khi bị đình chỉ chức vụ vào cuối năm 2017. Tuy nhiên, ông tự cho mình là người không biết sử dụng máy tính, ngồi vào chức vụ do được tổ chức phân công.
Ngày 11 tháng 3 năm 2018, Nguyễn Thanh Hóa bị Chủ tịch nước Cộng hòa xã hội chủ nghĩa Việt Nam Trần Đại Quang kí quyết định tước Danh hiệu Công an nhân dân. Sau đó, chiều 11 tháng 3 năm 2018, Cơ quan an ninh điều tra Công an tỉnh Phú Thọ đã ra quyết định khởi tố bị can với ông về tội "Tổ chức đánh bạc" và bắt tạm giam 4 tháng để điều tra về hành vi đồng phạm tổ chức đánh bạc.

## Sự nghiệp
Trước năm 2009, Nguyễn Thanh Hóa là lãnh đạo Cục Cảnh sát điều tra tội phạm kinh tế, thuộc Tổng cục Cảnh sát, Bộ Công an (Việt Nam).
Năm 2009, khi Cục Cảnh sát phòng chống tội phạm sử dụng công nghệ cao C50, Bộ Công an được thành lập, ông được bổ nhiệm làm Cục trưởng Cục này. Lúc này ông đang mang quân hàm Đại tá.
Năm 2012, Nguyễn Thanh Hóa đã lãnh đạo Cục C50 phá nhiều vụ án lừa đảo lớn trên Internet với thiệt hại hơn 2000 tỉ đồng, xác lập 44 chuyên án như chuyên án 312T, 812C, 812T,.... Đặc biệt, ông đã phá chuyên án 512T liên quan đường dây đánh bạc trực tuyến do tội phạm người Việt Nam và Trung Quốc tổ chức. Ông đã thu hút được đội ngũ chuyên gia mạng đông đảo vào cục C50, đồng thời liên kết với các cơ quan chống tội phạm qua mạng của các nước khác và trang bị các thiết bị hiện đại để phá án.
Năm 2015, Nguyễn Thanh Hóa mang quân hàm Thiếu tướng Công an nhân dân Việt Nam.
Cuối năm 2017, Nguyễn Thanh Hóa bị đình chỉ chức vụ và công tác tại Cục Cảnh sát phòng chống tội phạm sử dụng công nghệ cao do có hành vi liên quan đến đường dây đánh bạc lớn hàng ngàn tỉ đồng qua mạng Internet. Đường dây đánh bạc, cá độ và chơi game ăn tiền này ước tính hiện có 8 triệu người chơi, mỗi người trung bình ba tài khoản. Hàng chục người liên quan đã bị khởi tố, trong đó có một số cán bộ của C50. Vụ án này do Công an tỉnh Phú Thọ điều tra.
Ngày 11 tháng 3 năm 2018, Nguyễn Thanh Hóa bị Chủ tịch nước Cộng hòa xã hội chủ nghĩa Việt Nam Trần Đại Quang kí quyết định tước Danh hiệu Công an nhân dân. Sau đó, chiều tối 11 tháng 3 năm 2018, Cơ quan an ninh điều tra Công an tỉnh Phú Thọ đã ra quyết định khởi tố bị can với Nguyễn Thanh Hoá về tội "Tổ chức đánh bạc" và bắt tạm giam 4 tháng để điều tra về hành vi đồng phạm tổ chức đánh bạc. Ông bị bắt tại khoa Nội cao cấp Bệnh viện 198 của Bộ Công an (Hà Nội).
Nguyễn Thanh Hóa cũng bị khai trừ ra khỏi Đảng Cộng sản Việt Nam.

## Vụ án đường dây đánh bạc
Tính đến ngày 17 tháng 3 năm 2018, Cơ quan an ninh điều tra tỉnh Phú Thọ đã khởi tố 84 bị can, trong đó tạm giam 31 bị can để điều tra vụ án sử dụng mạng Internet thực hiện hành vi chiếm đoạt tài sản, tổ chức đánh bạc, đánh bạc, mua bán trái phép hóa đơn và rửa tiền. Trong số những người bị Công an tỉnh Phú Thọ tạm giam có cả cục trưởng Cục cảnh sát điều tra tội phạm Công nghệ cao Nguyễn Thanh Hóa, trung tướng Phan Văn Vĩnh - nguyên tổng cục trưởng Tổng cục Cảnh sát, Bộ Công an. Đường dây đánh bạc quy mô lớn này hoạt động từ ngày 18 tháng 4 năm 2015 thông qua website rikvip.com, rikvip.vn; từ tháng 8 năm 2016 đổi tên thành Tip.club. Nguyễn Văn Dương, sinh năm 1975, Giám đốc Công ty TNHH Đầu tư và Phát triển An ninh Công nghệ cao (CNC), và Phan Sào Nam, nguyên Chủ tịch HĐQT kiêm Giám đốc Công ty VTC Online, là 2 người cầm đầu, Hoàng Thành Trung (sinh năm 1978, Phó Giám đốc Công ty TNHH dịch vụ phát triển đầu tư Nam Việt) có vai trò thực hành, tướng Nguyễn Thanh Hóa "bảo kê". Qua đó Phan Sào Nam là người cung cấp phần mềm, bản quyền cổng game điện tử cho ông Dương. Dương có vai trò điều hành 2 cổng game điện tử có tên là Rikvip và Tip.club. Chỉ một thời gian ngắn, đường dây này đã phát triển ra tới 13 tỉnh, thành trên cả nước với 25 đại lý. Máy chủ điều hành được đặt tại Hà Nội. Ngoài ra còn có một máy chủ đặt tại nước ngoài để những con bạc ở nước ngoài cũng có thể tham gia. Đến nay cơ quan chức năng đã thu được khoảng 1.300 tỉ đồng và số ngoại tệ đánh bạc chuyển ra nước ngoài khoảng 3,6 triệu USD. Theo thỏa thuận, ông Phan Sào Nam sẽ được ăn chia 60% lợi nhuận từ đường dây đánh bạc, còn Dương hưởng 40% lợi nhuận. Trong một hợp đồng tướng Hóa ký với Dương, để công ty của Dương được hoạt động, ông Hóa sẽ được chia khoảng 20% lợi nhuận từ số tiền Dương được hưởng. Theo ước tính, nhóm bị can Nguyễn Văn Dương đã hưởng lợi bất chính từ đường dây đánh bạc này khoảng 1.600 tỉ đồng; nhóm Phan Sào Nam và Hoàng Thành Trung hưởng khoảng 1.850 tỉ đồng.

### Rửa tiền
Lê Thị Lan Thanh và Lưu Thị Hồng bị khởi tố về hành vi mua bán hóa đơn trái phép để hợp thức dòng tiền hàng nghìn tỉ từ nguồn đánh bạc ra. Phan Thu Hương và Đỗ Bích Thủy, 2 người thân của Phan Sào Nam bị khởi tố vì hành vi "rửa tiền" từ nguồn tiền trong đường dây đánh bạc, như mua nhiều tài sản, trong đó có bất động sản.
Ngày 9-4, Cơ quan an ninh điều tra Công an tỉnh Phú Thọ đã ra quyết định khởi tố thêm 4 bị can, trong đó bắt tạm giam 3 bị can về tội tổ chức đánh bạc và buôn bán hóa đơn trái phép. Hai bị can bị khởi tố về cả hai tội danh gồm: Châu Nguyên Anh, 39 tuổi, trú tại phường Trung Hòa, quận Cầu Giấy, Hà Nội, là giám đốc điều hành Công ty cổ phần Thanh toán điện tử VNPT (VNPT EPAY). Phạm Quang Minh, 34 tuổi, thường trú tại Yên Lãng, Đống Đa, Hà Nội, là giám đốc kinh doanh Công ty cổ phần Thanh toán điện tử VNPT (VNPT EPAY). Hai bị can bị khởi tố về tội mua bán hóa đơn trái phép gồm: Nguyễn Đình Chiến, 42 tuổi, thường trú tại phường Đồng Mai, quận Hà Đông, Hà Nội, là chủ tịch hội đồng quản trị Công ty cổ phần Công nghệ TNC Việt Nam; đồng thời là phó giám đốc Công ty cổ phần CT và T; phó giám đốc Công ty Phân phối thẻ Việt Nam. Lê Anh Tuấn, 35 tuổi, thường trú tại phường Yên Nghĩa, quận Hà Đông, Hà Nội, giám đốc Công ty CP Công nghệ TNC.

### Án tù
Sáng ngày 30 tháng 11 năm 2018, Nguyễn Thanh Hóa bị Tòa án nhân dân tỉnh Phú Thọ tuyên án (sơ thẩm) phạt 10 năm tù và 100 triệu đồng với tội "Lợi dụng chức vụ, quyền hạn trong khi thi hành công vụ" trong vụ án đường dây đánh bạc ngàn tỉ xuyên Việt Nam trên mạng Internet sau 13 ngày xét xử sơ thẩm công khai và 5 ngày nghị án.

## Bày tỏ
Ngày 23/11/2018 khai trước tòa trong vụ án "Đường dây đánh bạc nghìn tỷ" ông Hóa bày tỏ: "Tạo hóa cho tôi bộ não quá bé nhưng lại cho ước mơ quá lớn trên nền nhận thức bé nhỏ để rồi vi phạm pháp luật, gây ảnh hưởng, liên lụy tới nhiều người." 

## Gia đình
Ông đã lập gia đình. Vợ ông là bà Nguyễn Bích Hồng.